# Nikolai Iwanowitsch Ryschkow

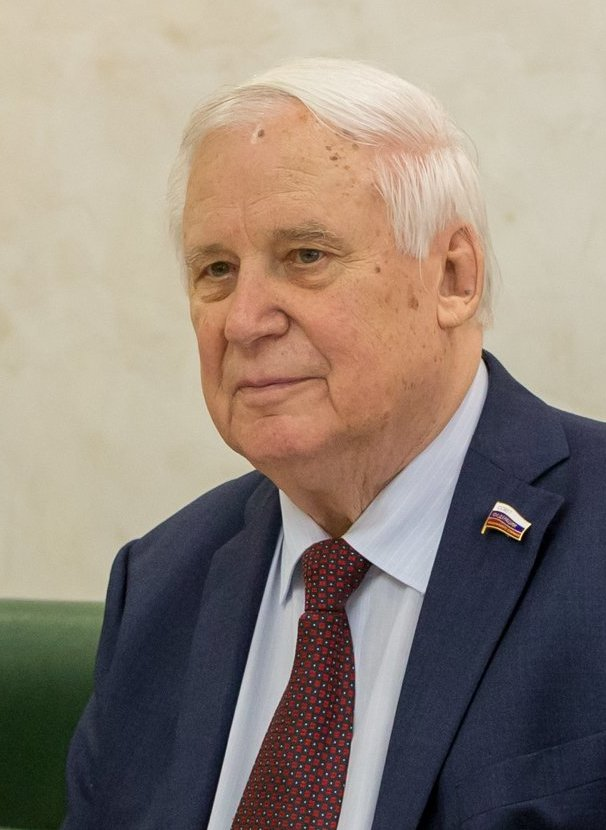
Nikolai Ryschkow, 2019

Nikolai Iwanowitsch Ryschkow (russisch Никола́й Ива́нович Рыжко́в, wiss. Transliteration Nikolaj Ivanovič Ryžkov; * 28. September 1929 in Dylijiwka, Ukrainische SSR, heute zu Torezk, Ukraine; † 28. Februar 2024 in Moskau) war ein sowjetischer bzw. russischer Politiker (KPdSU). Er war während der Amtszeit des Generalsekretärs Gorbatschow von 1985 bis 1991 Vorsitzender des Ministerrats und damit Regierungschef der Sowjetunion.

## Leben
Ryschkow stieg vom Schweißer einer Fabrik in Swerdlowsk zum Chefingenieur und Leiter einer Eisenbahnabteilung auf und wurde Bergwerksdirektor. Der KPdSU trat er 1956 bei. Daneben besuchte er das Polytechnische Institut des Urals in Swerdlowsk und erhielt 1959 sein Diplom. Danach war er stellvertretender Direktor und von 1965 bis 1970 Chefingenieur des Uralmaschsawod in Swerdlowsk, 1970 bis 1971 Direktor und 1971 bis 1975 Generaldirektor des Uralmaschkombinats für Schwermaschinenbau.
1974 wurde er in den Unionssowjet des Obersten Sowjet gewählt und erhielt das Amt des Sekretärs der Kommission für Wirtschaftsplanung und Haushalt. Ab 1975 war er zudem stellvertretender Minister für Schwer- und Transportmaschinenbau und ab 1979 Erster stellvertretender Vorsitzender der Staatlichen Plankommission Gosplan. 1981 – gefördert durch Andropow – wurde er, ohne vorher Kandidat gewesen zu sein, Mitglied des Zentralkomitees (ZK) der KPdSU, 1982 bis 1985 Sekretär und Leiter der Wirtschaftsabteilung des ZK und 1985 bis 1991 Vorsitzender des Ministerrats der Sowjetunion. Von April 1985 bis 1990 war er unter Michail Gorbatschow Vollmitglied im höchsten politischen Gremium, dem Politbüro und ab 27. September 1985 als Nachfolger von Nikolai Alexandrowitsch Tichonow zum Vorsitzenden des Ministerrates berufen worden.
Auf dem XXVIII. Parteitag der KPdSU im Juli 1990 verlor Ryschkow seinen Sitz im Politbüro. 1991 wurde er als Regierungschef durch Walentin Pawlow ersetzt. Bei den ersten russischen Präsidentschaftswahlen von 1991 kandidierte er erfolglos für die Kommunistische Partei.

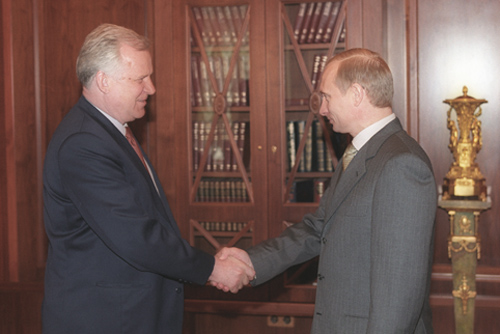
Ryschkow und der aktuelle russische Präsident Wladimir Putin im Jahr 2000

Nach dem Ende der Sowjetunion wurde Ryschkow im Dezember 1993 in die Duma gewählt und 1996 Vorsitzender der linken Patriotischen russischen Volkspartei. Von 2003 bis 2023 war er Mitglied des Föderationsrates.
Am 28. Februar 2024 starb Ryschkow im Alter von 94 Jahren in Moskau.

## Positionen
Ryschkow war eher ein Technokrat ohne ausgeprägtes politisches Profil. Doch unterstützte er Gorbatschow bei dessen Versuch, Planung zu dezentralisieren, neue Wirtschaftsformen und neue Technologien einzuführen. Dagegen vertrat er die Einführung der Perestroika (Umgestaltung) und die neuer Marktmechanismen, wie das Programm der 500 Tage, nur sehr zurückhaltend und sah dies als hauptsächlichen Grund für den ökonomischen Zusammenbruch der ehemaligen Sowjetrepubliken.
Obwohl Ryschkow sich als Kommunist sah, vertrat er auch nationalistische Positionen. Er lehnte westliche Einflüsse auf Russland strikt ab und sah die Russisch-Orthodoxe Kirche als „nationale Religion des russischen Volkes“. Für Ryschkow waren alle ehemaligen Sowjetrepubliken historisch Teil eines russischen Staates, der als „Fundament einen russischen Kern [hat] und [der] die russische Idee in der Welt verkörpert“. Ryschkow widersprach zudem dem von Lenin konstatierten russischen Chauvinismus und sah Russland bzw. die Sowjetunion als Fortsetzung des russischen Staates als historisch gewachsenen und legitimen Staat an. Ryschkow sah den Zerfall der Sowjetunion daher kritisch und sah insbesondere Michail Gorbatschow und Boris Jelzin in der Verantwortung für deren Zerfall, der bereitwillig bzw. aus eigennützigen Motiven geschah. In seinem Buch Der Kronzeuge führte er aus, in der Sowjetunion hätten die Völker freundschaftlich zusammengelebt, bis durch die von Michail Gorbatschow angestoßenen Reformen (Perestroika) nationalistische Bewegungen die Sowjetunion zerstört hätten. Die FAZ bezeichnete in einer kritischen Rezension Ryschkows Buch und seine Positionen als „Moskauer Dolchstoßlegende“.

## Sanktionen
Nach der völkerrechtswidrigen Annexion der Krim durch Russland wurde Ryschkow 2014 auf Sanktionslisten der Vereinigten Staaten und der Europäischen Union gesetzt.

## Auszeichnungen
- Held der Arbeit der Russischen Föderation
- Verdienstorden für das Vaterland 4. und 1. Klasse
- Orden der Ehre
- Leninorden (zweimal)
- Orden der Oktoberrevolution
- Orden des Roten Banners der Arbeit (zweimal)
- Orden des Vaterländischen Krieges I. Klasse (1985)[7]
- Staatspreis der UdSSR (1969, 1979)
- Ehrenbürgerschaft der Stadt Gjumri (2001)[8]

## Publikationen
- XXVII. Parteitag der KPdSU — Über die Hauptrichtungen der wirtschaftlichen und sozialen Entwicklung der UdSSR von 1986 bis 1990 und für den Zeitraum bis zum Jahr 2000. Berichterstatter: N. I. Ryshkow. Verlag Progress, Moskau 1986.
- главный свидетель („Der Kronzeuge“). Algoritm, Moskau 2010, ISBN 978-5-699-37037-5.
  - Übersetzung: Mein Chef Gorbatschow. Die wahre Geschichte eines Untergangs. Aus dem Russischen von Albert Dusa. Das Neue Berlin, Berlin 2013, ISBN 978-3-360-02168-7 (Rezension, Frankfurter Allgemeine Zeitung, 21. Juli 2014).